# Henning Bistrup
Henning Avgust Østerberg Bistrup (15. maj 1879 i Godthaab – 24. november 1948 i København) var en dansk søofficer og kartograf. Henning August Østerberg Bistrup deltog sammen med Ludvig Mylius-Erichsen og Jørgen Brønlund i den skæbnesvangre Danmark-ekspedition i 1906-08.
Han sluttede sin karriere i Søværnet som kommandørkaptajn. Han blev Ridder af Dannebrog, Dannebrogsmand og modtog Fortjenstmedaljen i sølv med spænde.

## Ekstern kilde/henvisning
- Den Digitale Slæderejse Arkiveret 6. december 2007 hos  Wayback Machine

|  | Artiklen om Henning Bistrup kan blive bedre, hvis der indsættes et (bedre) billede Du kan hjælpe ved at afsøge Wikimedia Commons for et passende billede eller uploade et godt billede til Wikimedia Commons iht. de tilladte licenser og indsætte det i artiklen. |